# Jermaine Curtis
Jermaine Antwann Curtis (né le 10 juillet 1987 à Fontana, Californie, États-Unis) est un joueur de champ intérieur des Ligues majeures de baseball évoluant avec les Cardinals de Saint-Louis.

## Carrière
Joueur à l'Université de Californie à Los Angeles, Jermaine Curtis est un choix de cinquième ronde des Cardinals de Saint-Louis en 2008. Il fait ses débuts dans le baseball majeur avec cette équipe le 27 avril 2013.